# Normannisk arkitektur
Normannisk arkitektur er betegnelsen for typer af romansk arkitektur, som blev udviklet af normannerne i lande, som var under deres indflydelse i 1000-tallet og 1100-tallet. Særlig bliver betegnelsen brugt om engelsk romansk arkitektur.
Normannerne i England opførte et stort antal borge og fæstningsværker, og i samme periode klostre, kirker og katedraler. Et stilmæssigt fællestræk er de typisk romanske rundbuer, særligt over porte, døre og vinduer, eller i form af tøndehvælv eller ribbehvælv baseret på rundbuen som konstruktionsprincip. Et andet normannisk kendetegn er massive murvægge med relativt få og små åbninger. Indenfor normannisk arkitektur findes der store regionale forskelle.
Stilen opstod i Normandiet som en variant af den herskende romanske stil i Frankrig, og den blev udbredt i dele af Europa som følge af normannernes ekspansion eller ved påvirkning fra deres besiddelser. Særligt gjorde den sig gældende i England, hvor den udviklede sig videre, og hvor man i moderne tid har den største koncentrationen af intakte bygningsværker i denne stil. Den er dog også udbredt i det sydlige Italien og på Sicilien som følge af Huset Hautevilles herredømme i dette område. Her udviklede stilen sig under påvirkning fra både saracensk arkitektur og byzantinsk arkitektur. Denne variant bliver også kaldt siciliansk-romansk stil.
Norsk arkitektur fra middelalderen viser indflydelse fra normannisk arkitektur som følge af de nære forbindelser med England, særlig inden for kirkebyggeri. De relativt få norske, murede kirker er tydeligt inspireret af engelsk normannisk arkitektur, dette tæller Nidarosdomen og katedralerne i Bergen og Stavanger. Et typisk normannisk ornament i flere norske kirker er chevron-borten omkring buer over portaler og vinduer.

## Galleri
- Abbaye-aux-Hommes i Caen.
- Greencastle i grevskabet Down.
- Slot i Raviscanina, Caserta, Campania.
- Palazzo dei Normanni i Palermo.
- Palermokatedralen, bygget i 1185.
- Normannisk hus på Malta.
- Kirketårn i New Romney, Kent, eksempel på normannisk arkitektur i mindre engelsk by.
- Winchester Cathedral i Winchester.
- Vestdøren i et kloster i St Bees, Cumbria, bygget rundt 1160.
- Roger IIs borg i Stilo, Reggio Calabria.